# Crispin Glover
Crispin Hellion Glover (Nueva York, 20 de abril de 1964) es un actor de cine, pintor, cineasta, escritor, músico, coleccionista de objetos y archivista de esotérica estadounidense. Glover es conocido por interpretar a George McFly en Back to the Future (1985), a Creepy Thin Man en la adaptación de Los ángeles de Charlie (2000), Willard Stiles en Willard (2003) y a Ilosovic Stayne, la Sota de Corazones, en la película de 2010 Alicia en el país de las maravillas. A finales de los años 1980, Glover creó su propia empresa editorial, convertida en los años 1990 también en productora cinematográfica, Volcanic Eruptions.

## Primeros años
Crispin Glover nació el 20 de abril de 1964 en la ciudad de Nueva York, hijo de Mary Elizabeth Lillian Betty Krachey Bloom, una actriz y bailarina, quien se retiró después del nacimiento de Crispin, y Bruce Glover, un actor recordado por interpretar al villano Mr. Wint en la película de James Bond Diamonds Are Forever, estrenada en 1971. A los cinco años Glover se mudó a Los Ángeles con sus padres. Asistió de niño a la Escuela Mirman para niños superdotados. Más tarde asistió al instituto de Beverly Hills, de donde se graduó en 1982.

## Carrera como actor

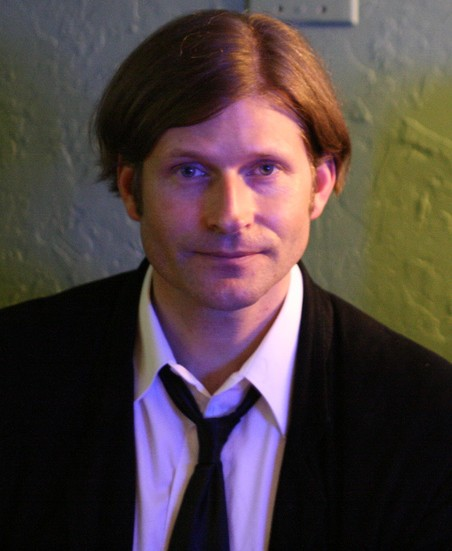
Crispin Glover en 2008.

Su primer trabajo como actor fue en 1978, en la obra teatral Sonrisas y lágrimas. Posteriormente, Glover apareció en varios anuncios publicitarios. Su primera película fue en 1983, titulada Mi tutor. También participó en varias series como un adolescente, incluyendo Happy Days y Family Ties, esta última junto a Michael J. Fox, con quien ya había aparecido en el telefilme de comedia High School U.S.A., y con quien protagonizaría Back to the Future. Tuvo un papel en las películas Profesores de hoy (1984) y Viernes 13: último capítulo (1984). Luego trabajó con el director Trent Harris en el tercer capítulo de The Beaver Trilogy, titulado The Orkly Kid. En este cortometraje interpretó a un hombre de una pequeña ciudad que organiza un espectáculo de talentos locales para exhibir su obsesión con Olivia Newton-John, en gran parte provocando la vergüenza de la comunidad local. En el clímax de la película, Glover hizo su versión del tema "Please Don't Keep Me Waiting". No sería la última vez que Harris y Glover trabajarían juntos.
Un reconocido papel suyo fue el de George McFly (el padre de Marty McFly) en la película de Robert Zemeckis Back to the Future (1985). Sin embargo, cuando se plantearon las dos secuelas en 1988, Glover no participó. Según la versión del productor y guionista de la trilogía, Bob Gale, le ofrecieron el papel, pero Glover quería cobrar más de lo que se le ofrecía, proponiendo una cantidad mayor que la que iba a cobrar Michael J. Fox, protagonista de la trilogía. Como las demandas no se cumplían, Glover rechazó el papel. Sin embargo, la versión que el actor da es distinta. Él estaba interesado en participar, pero el sueldo que le ofrecieron era menos de la mitad del que iban a cobrar los actores Lea Thompson y Thomas F. Wilson por lo que, en esas condiciones, lo rechazó. Sea como fuese, el papel finalmente lo realizó Jeffrey Weissman, al que le aplicaron maquillaje y prótesis faciales, para simular la presencia de Glover en pantalla, apareciendo únicamente en planos lejanos o de espaldas, algo que, incluso amigos personales de Glover, como el actor Nicolas Cage, han admitido era bastante convincente. Pero aun así, se utilizaron escenas de Glover de la primera película (planos descartados incluidos) sin su permiso, para así hacer creer a los espectadores que realmente participaba en la película, por lo que éste demandó a los productores (incluido a Steven Spielberg) y obtuvo una victoria histórica, la fijación de un precedente de cómo las imágenes de los actores pueden ser utilizadas en las películas. Al mismo tiempo, la demanda marcó algo de huella oscura en la reputación de Glover como actor. Back to the Future fue un éxito de taquilla internacional en 1985. Sin embargo, el propio Weissman dijo que se llegó a sentir mal por Glover, debido a que no le parecía justo lo que le estaban haciendo, e incluso Michael J. Fox cuando durante el rodaje supo lo que los productores tenían pensado hacer, afirmó: "A Crispin no le va a gustar esto".
El 28 de julio de 1987 apareció en Late Night with David Letterman para promover su nueva película Instinto sádico (River's Edge). Glover apareció en plató caracterizado como Rubin Farr (con zapatos de plataforma, peluca y enormes gafas), personaje de la película Rubin and Ed, en la que había participado, pero que por entonces no se había estrenado. Letterman no sabía que Glover aparecería vestido así, y el actor en vez de una entrevista convencional, hizo una aparición a lo Andy Kaufman, donde hizo el amago de darle una patada de karate al propio Letterman. Glover se ha negado a dar una explicación sobre su comportamiento en aquella ocasión, pero la verdad es que Letterman lo ha vuelto a invitar a su programa en varias ocasiones más, la primera de ellas, menos de un mes después del polémico programa.
En 1988 creó su propia compañía, Volcanic Eruptions. Con ella ha publicado sus propios libros Rat Catching (1988), Oak Mot (1991), Concrete Inspection (1992) y What it is, and How it is Done (1995), y sus proyectos cinematográficos. Un libro suyo, que escribió en 1982, de título Billow and the Rock, sin embargo, no fue publicado. En 1989 lanzó un disco, de título The Big Problem ≠ The Solution. The Solution = Let It Be.
En la década de 1990 participó en diversas películas de corte independiente como Corazón salvaje, de David Lynch, Ellas también se deprimen, de Gus Van Sant, ¿A quién ama Gilbert Grape?, de Lasse Hallström, Dead Man, de Jim Jarmusch o El escándalo de Larry Flynt, de Miloš Forman. Además, interpretó a Andy Warhol en la película The Doors, de Oliver Stone (1991).
En 1995 comenzó a rodar el que sería su debut como director, What is It?, una surrealista cinta (concebida originalmente como cortometraje) protagonizada por actores con síndrome de Down y caracoles, reservándose para él un papel donde interpretaba a una especie de semidiós, y otro papel de voz para Fairuza Balk, y que supondría la primera entrega de la "It Trilogy". No fue hasta 2005 que comenzó a estrenarse en los festivales de cine. El director David Lynch (quien dirigió a Glover en la película Corazón salvaje y en el primer capítulo de la serie Hotel Room) estaba interesado en producir la película, y aunque finalmente no lo hizo, sí se encargó de buscar a otros productores.
En 2001 rodó su segunda película como director, It Is Fine! Everything Is Fine, la cual dirigió junto a David Brothers, a través de un guion escrito bastantes años atrás por Steven C. Stewart, protagonista del film, y actor de What is It?. Stewart, quien nació con una parálisis cerebral, escribió el guion a través de sus fantasías sexuales, caracterizando a su personaje como un asesino de mujeres. También tiene un papel protagonista la actriz alemana Margit Carstensen, habitual en el cine de Rainer Werner Fassbinder, aparte de los padres de Glover, quienes también aparecen. Este film supone la segunda parte de la "It Trilogy". Se estrenó en 2007, pero para entonces Stewart ya había fallecido. Glover ha afirmado que posiblemente sea la mejor película de toda su carrera.
Desde hace varios años, hace giras por diferentes ciudades y países, con su "Crispin Hellion Glover's Big Slide Show", consistente en dos sesiones, donde primero hace una lectura dramática de ocho de sus libros (con diapositivas detrás de él) de una hora de duración, seguido de la proyección de cada una de sus películas, y finalizando con una sesión de preguntas y respuestas y la firma de libros.
Glover ha seguido desempeñando papeles de personajes excéntricos en películas como Bartleby (2001) y Willard (2003). Ha recibido considerable atención por interpretar a "Creepy Thin Man" en la película Los ángeles de Charlie, del año 2000. El personaje había sido escrito con diálogos, pero Glover logró convencer a los productores de eliminar el diálogo al personaje y así crearle una imagen más oscura. Glover ha reconocido que el motivo por el que participó en la película fue para poder financiar It Is Fine! Everything Is Fine. Ha colaborado con Werner Herzog en los comentarios en audio de las ediciones estadounidenses en DVD de dos películas del director alemán: También los enanos empezaron pequeños y Fata Morgana.
En 2007, apareció en la película Beowulf, interpretando al malvado Grendel, de nuevo a las órdenes de Robert Zemeckis, veintidós años después de Back to the Future. Fue el candidato número uno por los fanáticos de Batman para que interpretase al Joker en la cinta The Dark Knight, papel que finalmente recayó en el fallecido Heath Ledger. También participó en la película Epic Movie, parodiando a Willy Wonka. En 2010 participó de la película Alicia en el país de las maravillas, de Tim Burton, en el papel de Ilosovic Stayne, la Sota de Corazones.
Desde 2017 hasta 2021 interpretó a Mr. World en la serie de televisión del canal Starz American Gods.

## Filmografía

### Cine y televisión
- Best of Times (TV) (1981) - Crispin
- Crisis Counselor (1 episodio) (1982)
- The Facts of Life (1 episodio) (1982) - Cadet #1
- The Kid with the 200 I.Q. (TV) (1983)
- Mi tutor (1983) - Jack
- High School U.S.A. (TV) (1983) - Archie Feld
- Happy Days (1 episodio) (1983) -  Roach
- Canción triste de Hill Street (1 episodio) (1983) - Space Cadet
- Enredos de familia (1 episodio) (1984) - Doug
- Adiós a la inocencia (1984) - Gatsby Boy
- Viernes 13: último capítulo (1984) - Jimbo
- Profesores de hoy (1984) - Danny
- The Orkly Kid (1985) - Larry
- Back to the Future (1985) - George McFly
- Hombres frente a frente (1986) - Lucas
- Instinto sádico (1986) - Layne
- Twister (1989) - Howdy
- Donde está el corazón (1990) - Lionel
- Corazón salvaje (1990) - Dell
- Rubin and Ed (1991) - Rubin Farr
- Little Noises (1991) - Joey
- Ferdydurke (1991) - Mintus
- The Doors (1991) - Andy Warhol
- Hotel Room (1 episodio) (1993) - Danny
- Ellas también se deprimen (1993) - Howard Barth
- ¿A quién ama Gilbert Grape? (1993) - Bobby McBurney
- Misión explosiva (1994) - Howard Finster
- Dead Man (1995) - Train Fireman
- The People vs. Larry Flynt (1996) - Arlo
- Persiguiendo a Betty (2000) - Roy
- Los ángeles de Charlie (2000) - Thin Man
- Bartleby (2001) - Bartleby
- Fast Sofa (2001) - Jules Langdon
- Crimen y castigo (2002) - Raskolnikov
- Una pandilla de altura (2002) - Stan Bittleman
- Willard (2003) - Willard
- Los ángeles de Charlie: Al límite (2003) - Thin Man
- Incident at Loch Ness (2004) - Party Guest
- What is it? (2005) - Dueling Demi-God Auteur and the young man's inner psyche and id
- Sexy hasta la muerte (2005) - Eddie
- Freddy Regresa (2005) - Freddy Krueger
- Simon Says (2006) - Simon/Stanley
- El mago del gore (2006) - Montag the Magnificent
- It is fine! Everything is Fine. (2007) (codirigida con David Brothers)
- Epic Movie (2007) - Willy Wonka
- Beowulf (2007) - Grendel
- Colegas en el bosque 2 (DVD) (2008) - Fifi (voz)
- Número 9 (2008) - 6 (voz)
- The I Scream Man (2008) - El hombre helado
- Alicia en el país de las maravillas (2010) - Stayne - Knave of Hearts
- Mr. Nice (2010) - Ernie Combs
- Jacuzzi al pasado (2010) - Phil
- Colegas en el bosque 3 (DVD) (2010) - Fifi (voz)
- The Bag Man (El encargo) (2013) - Ned
- American Gods (2017) - Mr World
- We Have Always Lived in the Castle (2019) - Julian Blackwood
- Guillermo del Toro's Cabinet of Curiosities (1 episodio) (2022) - Richard Upton Pickman[1]